# مادیرا رانچوس (کالیفرنیا)
مادیرا رانچوس (به انگلیسی: Madera Ranchos) یک منطقهٔ مسکونی در ایالات متحده آمریکا است که در شهرستان مادرا، کالیفرنیا واقع شده‌است. مادیرا رانچوس ۱۰۴ متر بالاتر از سطح دریا واقع شده‌است.